# Tore Edman
Tore Edman, švedski smučarski skakalec, * 25. julij 1904, Arvika, Švedska, † 16. junij, 1995, Švedska.
Edman je dosegel uspeh kariere z osvojitvijo naslova svetovnega prvaka na Svetovnem prvenstvu 1927 v Cortini d'Ampezzo. Do danes ostaja edini švedski svetovni prvak v smučarskih skokih.